# Jon Olav Alstad
Jon Olav Alstad (né le 9 août 1968 à Stjørdal) est un homme politique norvégien membre du parti travailliste. Personnalité remarquée de Stjørdal, il est membre du conseil (en) de la Norsk rikskringkasting depuis 2005.

## Biographie
Alstad est le fils de l'agriculteur Jon Alstad et de l'infirmière Astrid Ingebjørg Folstadli. Il étudie et obtient un diplôme de la Stjørdal videregående skole (no) en 1987.
Il travaille comme fermier salarié de 1986 à 1989. En 1987, il est élu au conseil municipal de Stjørdal. Il est réélu en 1991. De 1987 à 1989, il est responsable de la section locale de la ligue des jeunes travaillistes (AUF). Il devient membre du conseil qui a créé le mouvement La jeunesse contre l'UE. Durant la même période, il travaille comme machiniste à Dyno Norplast.
De 1989 à 1991, il fréquente la BI Norwegian Business School. De 1991 à 1993, il est membre du conseil d'administration de l'AUF. En 1993, il est élu à la tête du comté de Nord-Trøndelag de la Youth Against Norwegian Membership in the European Union.
Lors des élections législatives de 1993, Alstad est élu au parlement norvégien. Il redevient fermier en 1995 et est réélu en 1997, puis est battu en 2001. Lors de son expérience parlementaire, il siège sur les comités de la famille, de la culture et de l'administration.
Après sa défaite de 2001, il étudie l'administration des affaires au Nord-Trøndelag University College (en) de 2002 à 2004. De 2003 à 2007, il siège au bureau de l'agriculture du comté de Nord-Trøndelag. À partir de 2004, il travaille à Tankesmia, où il siège sur le conseil d'administration à partir de 2007. En 2007, il redevient un membre élu du conseil municipal de Stjørdal.